# Große (Baumeisterfamilie)
Die Baumeisterfamilie Große aus Kötzschenbroda stellte in der sächsischen Lößnitz, dem Gebiet des heutigen Radebeul, viele Generationen lang, vom Anfang des 18. Jahrhunderts bis in das 20. Jahrhundert, Baumeister, Architekten und weitere mit dem Baugeschehen Verbundene, wobei die Zeit ihres größten Einflusses von der zweiten Hälfte des 19. Jahrhunderts bis zum Beginn des Ersten Weltkriegs reichte.

## Familienmitglieder

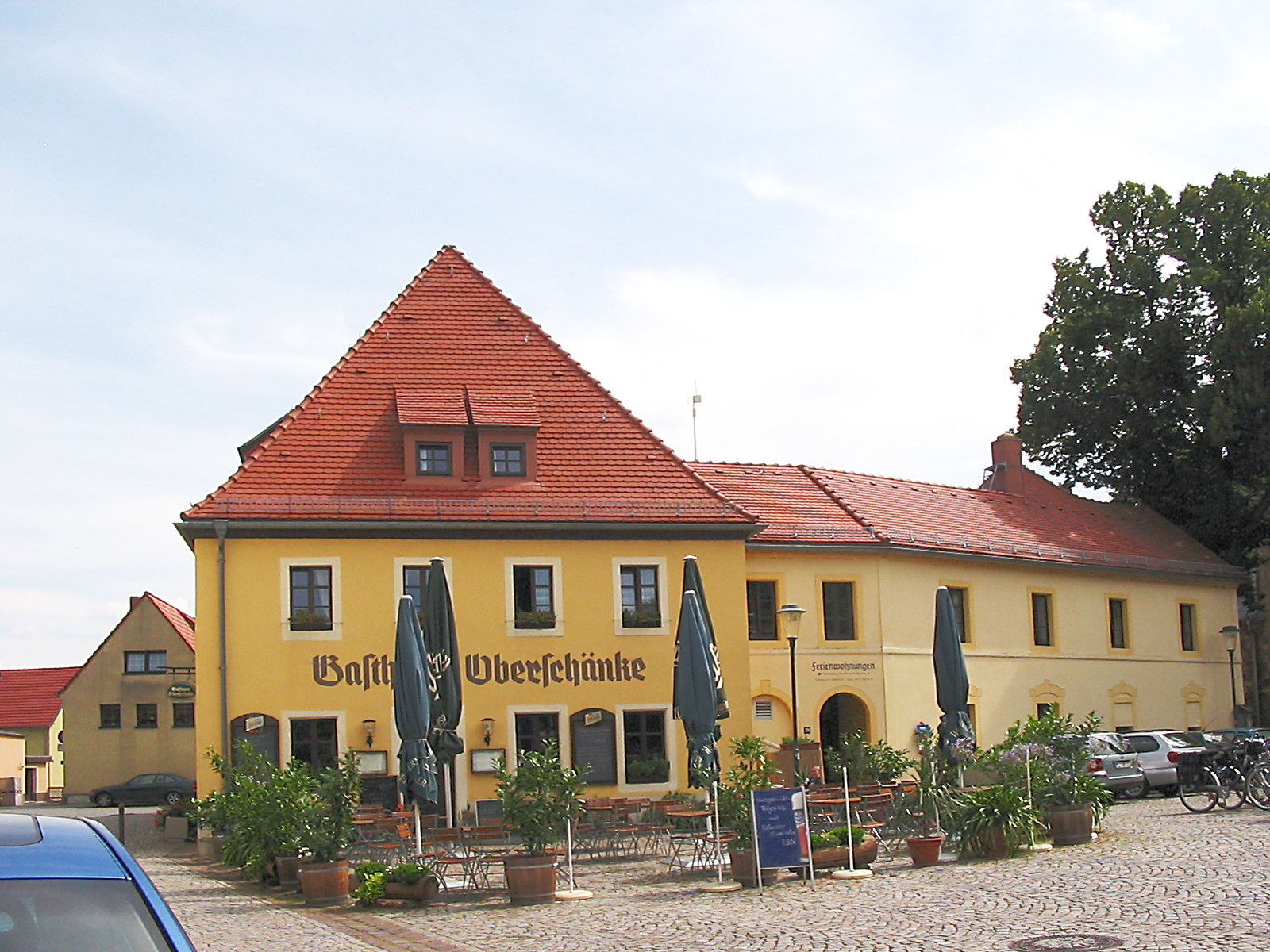
Die Oberschänke, vom Anger von Altkötzschenbroda aus

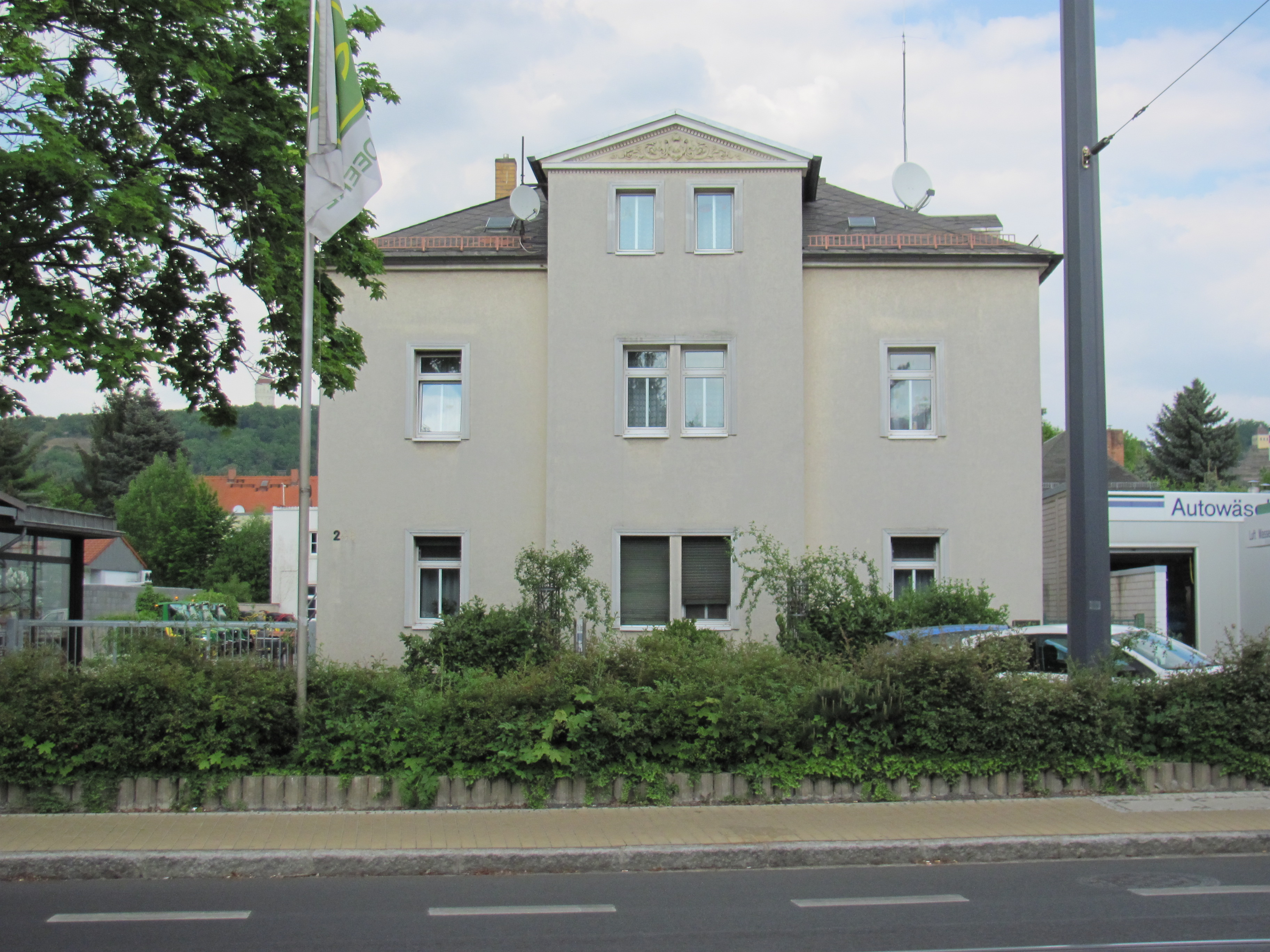
Villa Meißner Straße 248. Im Giebeldreieck sind noch die Zunftzeichen Dreieck und Zirkel zu sehen

Zur Kötzschenbrodaer Baumeisterfamilie Große gehörten insbesondere:
- Friedrich August Große (Wirken 1861–1891), Baumeister und Amtsmaurermeister,[1] Vater von:
  - (Friedrich August) F. A. Bernhard Große (1856–1914), Baumeister und Bauunternehmer, Ortsrichter von Kötzschenbroda, Schulvorstand (wohnhaft 1896: Moritzburger Straße 4)
- Gottfried Große (um 1830), Maurermeister
- Johann Christian Große (Wirken um 1715), Amtsmaurermeister
- Karl Moritz Große (1835–1898), Maurer- und Baumeister und Gemeindeältester von Kötzschenbroda (1864–1892) (Beerdigt auf dem Friedhof Radebeul-West), übernahm 1861 das väterliche Baugeschäft und übergab es 1896 an die Söhne (Meißner Straße 248):[2]
  - Hugo Große (Wirken 1867–1903), Maurer-, Zimmer- und Baumeister, Mitinhaber der Bauunternehmung Gebrüder Große
  - Moritz Alfred Große (1861–1946), Baumeister, Mitinhaber der Bauunternehmung Gebrüder Große, später als Moritz Alfred Große, Baumeister
- Johann Traugott Große (1800–1861), Amtsmaurermeister und Amtszimmermeister (Beerdigt auf dem Kirchhof in Kötzschenbroda)

sowie:
- Bernhard Große, Holz-Grosso-Händler in Alt-Radebeul
- Julius Große, Böttgermeister und Braumeister (Brauerei Kötzschenbroda Julius H. Große in der Oberschänke)

Zahllose von Mitgliedern der Familie Große errichtete Gebäude in Radebeul stehen heute unter Denkmalschutz.
Die offizielle Nachfolge des Betriebs von Bernhard Große übernahm der Architekt und Baumeister Arthur Hanns als Bernhard Große Nachf. (1924: Wohn- und Geschäftshaus Moritzburger Straße 3).

## Ausgewählte Werke (Baudenkmale)
Die im Folgenden auszugsweise aufgeführten Bauten sind hauptsächlich in der Denkmaltopographie Bundesrepublik Deutschland. Denkmale in Sachsen: Stadt Radebeul aufgeführte Kulturdenkmale. Sie stellen damit kein vollständiges Werkverzeichnis dar.
- 1863: Aufstockung Wohn- und Geschäftshaus Altkötzschenbroda 62 in Kötzschenbroda, heute Radebeul (Große ohne Vornamen)
- um 1875: Villa Gradsteg 41 in Niederlößnitz, heute Radebeul (Baumeisterfamilie Große zugeordnet)

### August Große

Apotheke zu Kötzschenbroda, um 1890

- 1861: Wohnhaus Altkötzschenbroda 11 in Kötzschenbroda (1926 zum Wohn- und Geschäftshaus umgebaut)
- 1864: Neuerrichtung Haus Klotzsche nebst Stallgebäude in Niederlößnitz, Winzerstraße 46
- 1865: Neuerrichtung Stall- und Schuppengebäude Hohenhaus in Zitzschewig, heute Radebeul, Barkengasse 6
- 1866: Wohnhaus Bahnhofstraße 17 in Kötzschenbroda (1895 durch Wohn- und Geschäftshaus von Bernhard Große ersetzt)
- 1866: Villa Moritzburger Straße 5 in Kötzschenbroda (1894 durch Totalumbau von F. A. Bernhard Große ersetzt)
- 1867: Kernbau der Apotheke zu Kötzschenbroda, Bahnhofstraße 19 (später im Besitz von Hermann Ilgen, 1904 durch Georg Heinsius von Mayenburg (Realisierung: Alfred Große) erweitert)
- 1868: Umbau Wohnstallhaus und Auszugshaus Altkötzschenbroda 22 in Kötzschenbroda
- 1872: Anbau Seitenflügel an Gasthof Goldener Anker, Altkötzschenbroda 61 in Kötzschenbroda
- 1872: Villa Hildebrandt in Niederlößnitz, Borstraße 27
- 1872: Villa Maximilian August von Schmieden in Niederlößnitz, Winzerstraße 43
- 1873/1875: Villa Dr.-Schmincke-Allee 9 in Serkowitz, heute Radebeul (Realisierung: F. W. Eisold)
- 1874/1876: Villa J. Paul Liebe in Niederlößnitz, Winzerstraße 27
- vor 1875: Haus Schenk in Niederlößnitz, Winzerstraße 28
- 1875: Gärtnerhaus Wettinshöhe in Zitzschewig, Auerweg 2a

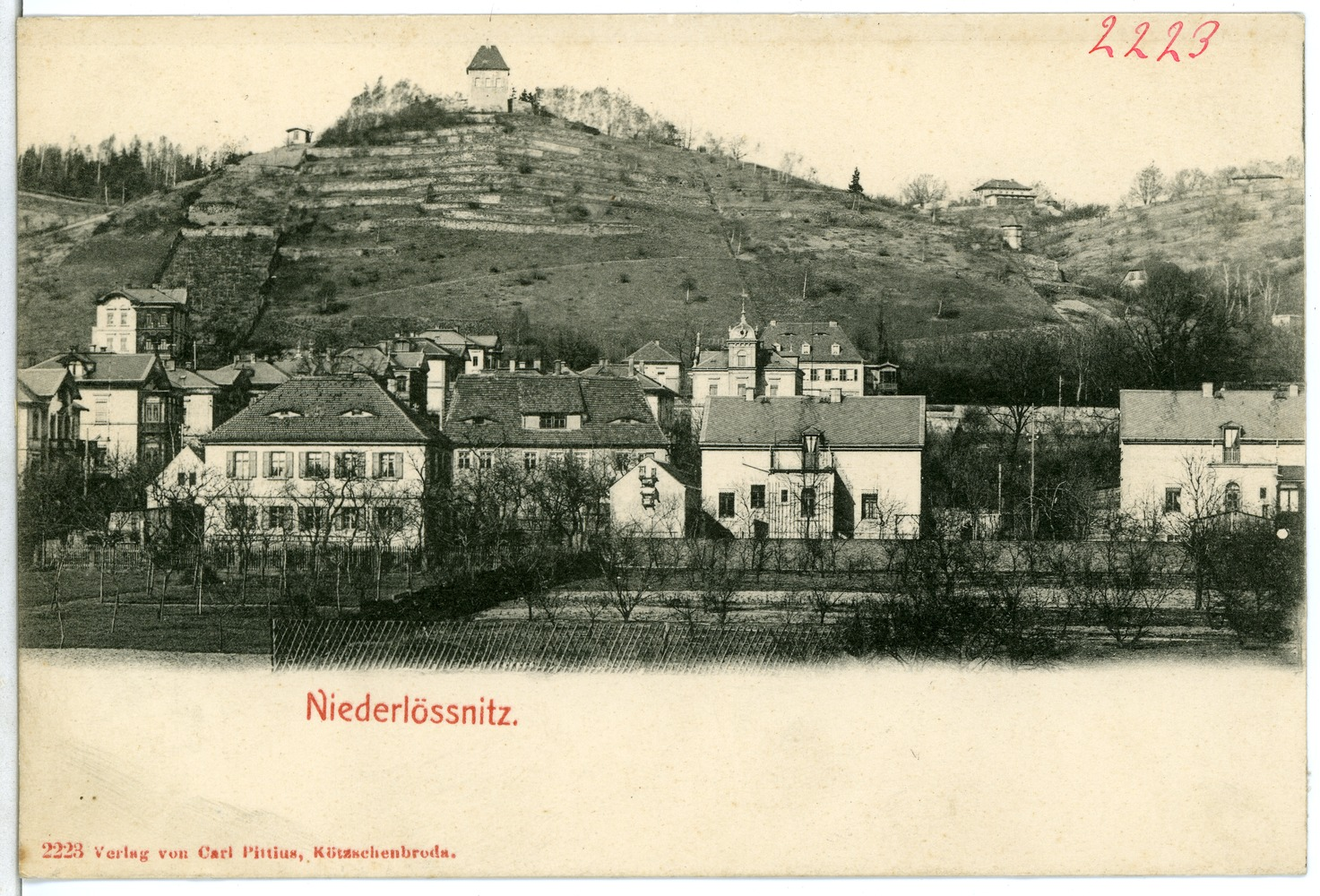
Minckwitzsches Weinbergsanwesen, 1901

- 1877: Remise auf dem Minckwitzschen Weinberg in Niederlößnitz, Obere Bergstraße 30/30a/30b
- 1877: Erhöhung des Seitengebäudes auf dem Minckwitzschen Weinberg in Niederlößnitz, Obere Bergstraße 30/30a/30b
- 1877/1878: Küchenanbau Haus Schenk in Niederlößnitz, Winzerstraße 28
- 1878: Nebengebäude Villa Dr.-Schmincke-Allee 3 in Serkowitz
- 1878: Nebengebäude Wohnhaus Uferstraße 8 in Kötzschenbroda
- 1879/1881: Villa Käthe-Kollwitz-Straße 26 nebst Brunnen in Niederlößnitz
- 1880: Erhöhung Winzerhaus der Villa Oswald in Niederlößnitz, Obere Bergstraße 42
- 1882–1884: Villa Dr.-Schmincke-Allee 8 in Serkowitz (Realisierung: F. W. Eisold)
- 1890/1891: Mietvilla August Große in Niederlößnitz, Ledenweg 13

### Johann Christian Große

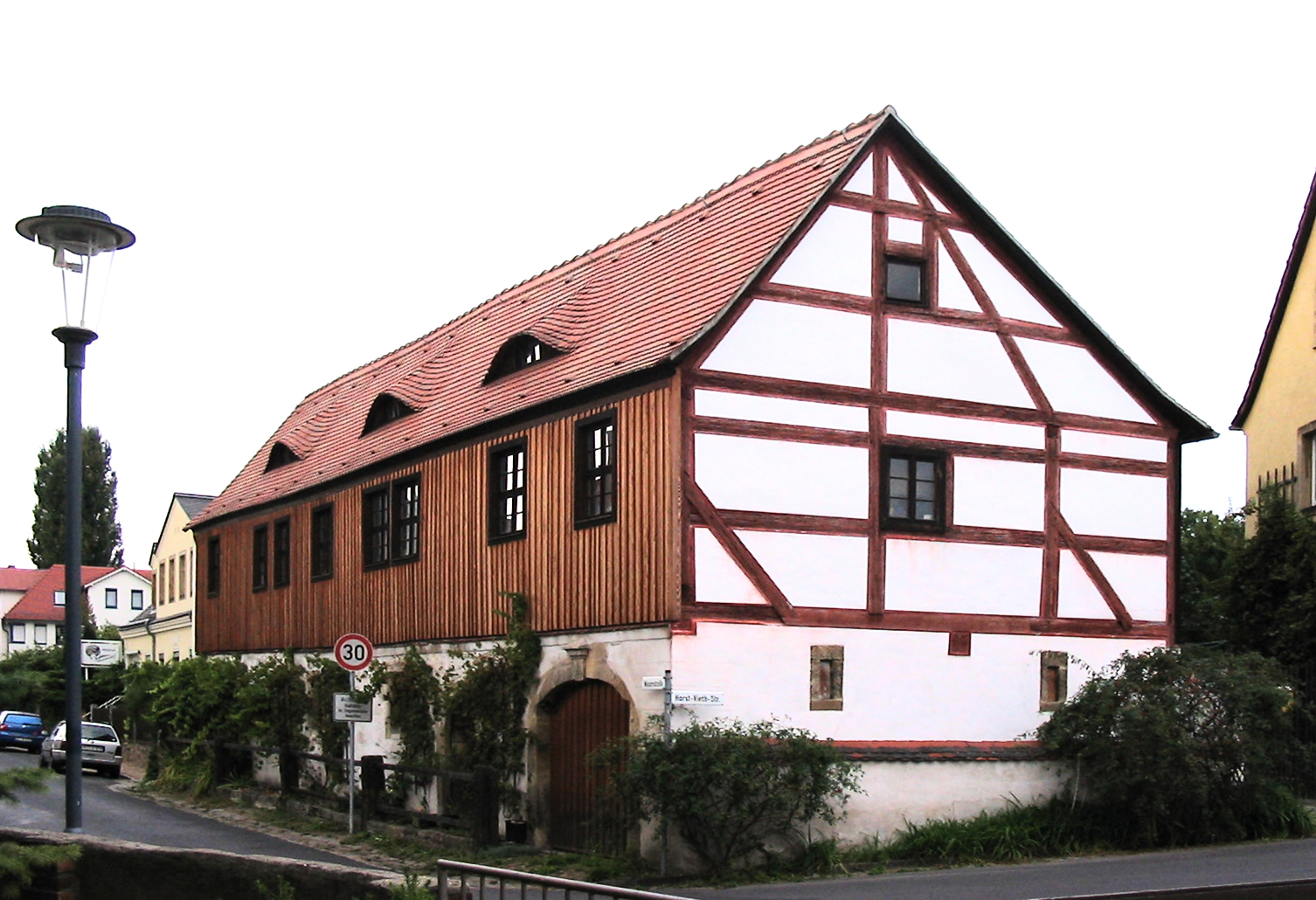
Haus Möbius

- 1715: Erweiterung Haus Möbius auf Kötzschenbrodaer Weinbergsflur (später Niederlößnitz, heute Radebeul)

### Moritz Große
Moritz Große übernahm 1861 das väterliche Baugeschäft und übergab es 1896 an seine Söhne Alfred und Hugo Große.
- 1863: Nebenschulgebäude Kötzschenbroda, Vorwerkstraße 14
- 1863: Restaurationsgebäude Bahnhofstraße 11 in Kötzschenbroda
- 1864/1865: Stall des ehemaligen Dreiseithofs Altkötzschenbroda 59/59a in Kötzschenbroda
- 1864/1865: Restauration „Zum Dampfschiff“ in Kötzschenbroda, Uferstraße 10
- 1864–1866: Villa Friedrich Edmund Pröls in Kötzschenbroda, Meißner Straße 253
- 1868: Auszugshaus des ehemaligen Dreiseithofs Altkötzschenbroda 55 in Kötzschenbroda
- 1868: Scheune Zweiseithof An der Unterführung 5 in Naundorf
- 1868–1870: Umbauten Gehöft Altkötzschenbroda 20 in Kötzschenbroda
- 1869: Umbau Wohnstallhaus Altkötzschenbroda 25 in Kötzschenbroda
- 1870: Villa Friedrich Wilhelm Schwenk in Kötzschenbroda, Meißner Straße 247
- um 1870: Villa Heinrich-Zille-Straße 47 in Kötzschenbroda (Moritz Große zugewiesen)
- 1871: Anbau als „Restaurationssalon“ im ehemaligen Dreiseithof Altkötzschenbroda 59/59a in Kötzschenbroda
- 1871/1872: Ursprungsbau Haus Salem in Niederlößnitz, Winzerstraße 34
- 1872/1873: Frenzelsches Haus in Niederlößnitz
- 1873/1874: Friedhofskapelle Friedhof Radebeul-West (1913 durch einen Nachfolgebau der Gebrüder Kießling ersetzt)
- 1874–1876: Villa Käthe-Kollwitz-Straße 13 in Kötzschenbroda
- 1876: Mietvilla Wilhelm Ludwig Schumann in Kötzschenbroda, Wilhelm-Eichler-Straße 11
- 1876: Nebengebäude Villa Moritzburger Straße 40 in Niederlößnitz
- 1876/1877: Wohnhaus Altkötzschenbroda 64 in Kötzschenbroda (ab 1892 Gasthaus „Großes Weinstuben“ im Besitz von Julius Große)
- 1877: Wiederaufbau der abgebrannten Scheune Zweiseithof Altnaundorf 22 in Naundorf
- 1877: Wiederaufbau der abgebrannten Scheune Zweiseithof Altnaundorf 23 in Naundorf
- 1877: Wiederaufbau des abgebrannten Zweiseithofs Altnaundorf 26 in Naundorf
- 1877: Wiederaufbau der abgebrannten Scheune Zweiseithof Altnaundorf 27 in Naundorf
- 1878: Umbau Wohnhaus Finstere Gasse 2 in Niederlößnitz
- 1878/1879: Villa Käthe-Kollwitz-Straße 12 in Kötzschenbroda
- 1879: Aufstockung des Seitenflügels des Wohnhauses Altkötzschenbroda 41 in Kötzschenbroda
- 1879: Ersatzbau Nebengebäude Dreiseithof Altkötzschenbroda 53 in Kötzschenbroda
- 1879–1881: Wohn- und Geschäftshaus Meißner Straße 268 in Kötzschenbroda
- 1880/1881: Villa Käthe-Kollwitz-Straße 10 in Kötzschenbroda
- um 1880: Villa Käthe-Kollwitz-Straße 16 in Kötzschenbroda
- 1876: Wohn- und Gaststättengebäude Wilhelm Hermann Kühn in Kötzschenbroda-Oberort, Moritzburger Straße 91
- 1881/1882: Villa Greif in Kötzschenbroda, Käthe-Kollwitz-Straße 8
- 1881–1899: mehrere Umbauten der Villa Meißner Straße 244 in Kötzschenbroda
- 1882/1883: Wohn- und Geschäftshaus Ernst Wilhelm Göhler in Kötzschenbroda, Altkötzschenbroda 15
- 1883/1884: Villa Ledenweg 22 in Niederlößnitz

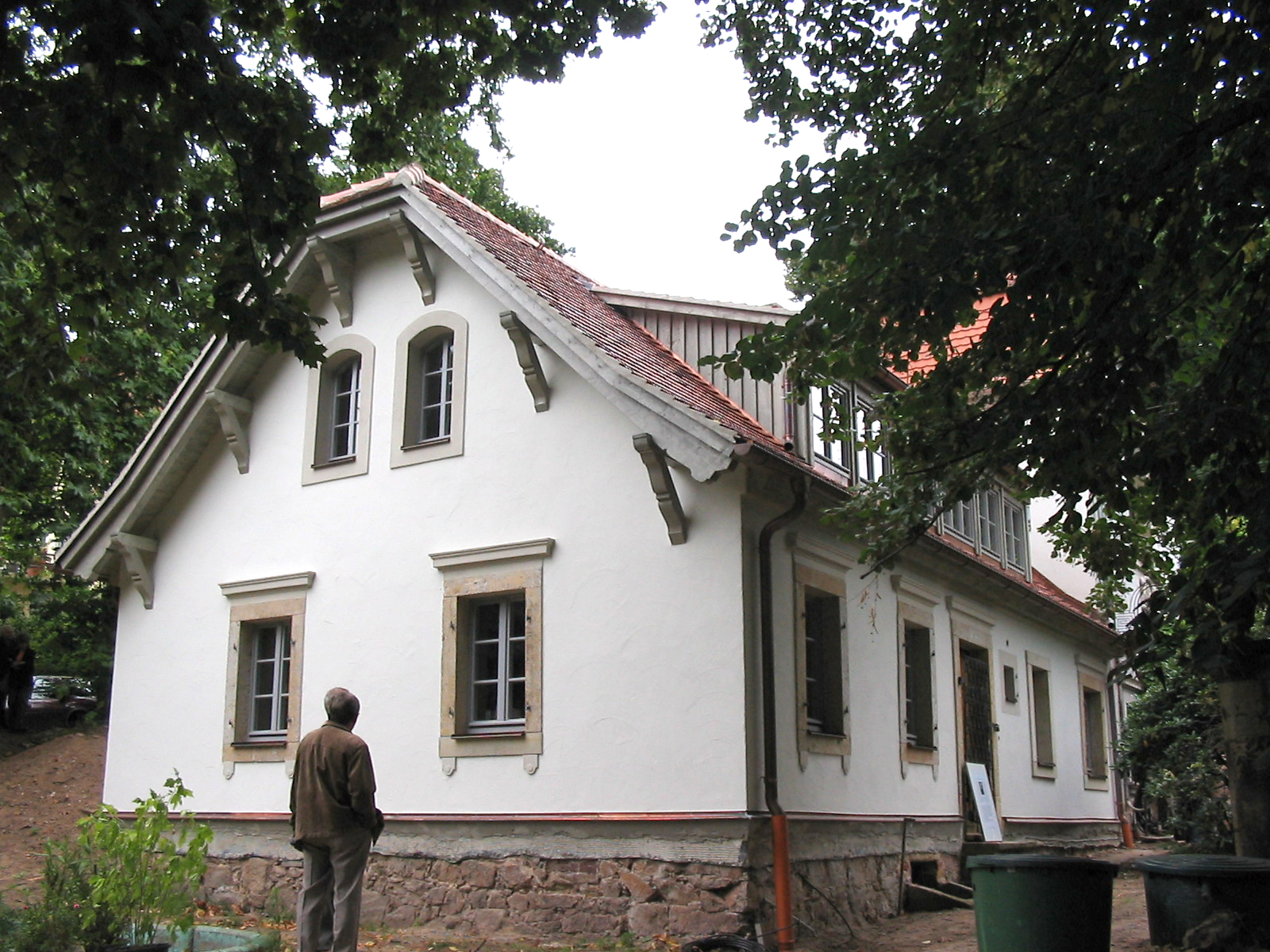
Ursprungsgebäude Donadini-Haus

- 1884: Ursprungsgebäude Donadini-Haus in Zitzschewig, Rietzschkegrund 21
- 1886: Stallgebäude Vierseithof Altnaundorf 5 in Naundorf
- 1886–1888: Mietvilla Meißner Straße 280 in Kötzschenbroda
- 1887: Wohnhaus Friedrich August Höppner in Kötzschenbroda, Gradsteg 1
- 1888: Umbau Gasthof Goldener Anker, Altkötzschenbroda 61 in Kötzschenbroda
- 1889: Villa Meißner Straße 292 in Kötzschenbroda
- 1889: Villa Meißner Straße 299 in Kötzschenbroda
- 1889/1890: Fabrikantenvilla Carl Pieper, Fabrikstraße 9 in Kötzschenbroda
- 1890/1891: Heilanstalt Lindenhof in Neucoswig (zusammen mit Bernhard Große, Denkmal?)[4]
- 1890: Wiederaufbau der abgebrannten Scheune Zweiseithof Altnaundorf 6 in Naundorf
- 1890: Wiederaufbau der abgebrannten Scheune Zweiseithof Altnaundorf 8 in Naundorf
- 1890: Wiederaufbau der abgebrannten Scheune Dreiseithof Altzitzschewig 8 in Zitzschewig
- 1891: Villa Johannesstraße 11 in Niederlößnitz (die Villa ist kein Denkmal, jedoch die Einfriedung)
- 1891: Villa Winzerstraße 60 in Niederlößnitz
- 1891/1892: Villa Johannesstraße 15 in Niederlößnitz (denkmalgeschützte Einfriedung siehe Liste der denkmalgeschützten Kleinarchitekturen in Radebeul)

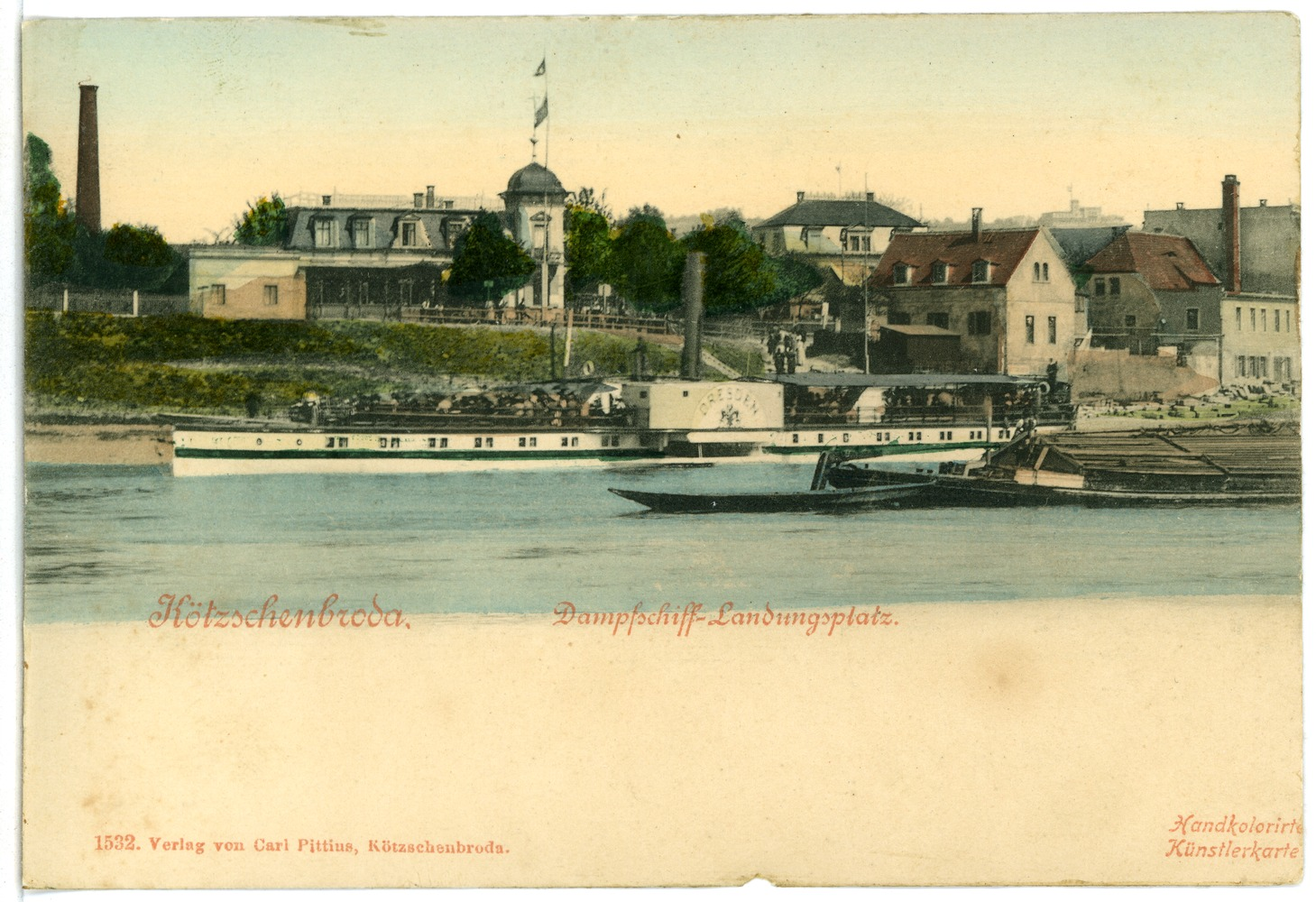
Dampfschiff-Anleger in Kötzschenbroda, um 1900. Am Anleger die damalige Dresden (heute PD Stadt Wehlen benannt). Oben links die Restauration „Zum Dampfschiff“.

- 1891/1892: Umbau und Erweiterung Restauration „Zum Dampfschiff“ in Kötzschenbroda, Uferstraße 10
- 1891/1892: Villa Gustav Adolph Hultsch in Kötzschenbroda, Wilhelm-Eichler-Straße 19
- 1892: Villa Johannesstraße 13 in Niederlößnitz
- 1892: Anbau Villa Meißner Straße 243 in Kötzschenbroda
- 1892–1894: Villa Meißner Straße 296 in Kötzschenbroda
- 1893/1894: Villa Blumenstraße 21 in Niederlößnitz
- 1893/1894: Mietvilla Gradsteg 50 in Niederlößnitz
- 1894: Mietvilla Winzerstraße 47 in Niederlößnitz
- 1894/1895: Gasthof Rietschkegrund in Zitzschewig, Rietschkegrund 48
- 1894–1896: Mietvilla Humboldtstraße 1 in Niederlößnitz
- 1895/1896: Haus Preuße, Humboldtstraße 3 in Niederlößnitz
- 1895/1896: Mietvilla Josef Hennl in Kötzschenbroda, Bernhard-Voß-Straße 18
- 1895–1897: Villa Flemmingstraße 3 in Kötzschenbroda

### Traugott Große
- 1833–35: Villa Zembsch in Oberlößnitz, Bennostraße 41[5]
- 1854: Seitengebäude des Dreiseithofs Altkötzschenbroda 46 in Kötzschenbroda
- 1858: Umbau Oberschänke in Kötzschenbroda, Altkötzschenbroda 39

### Gebrüder (Hugo und Alfred) Große
Die im Folgenden aufgeführten Denkmale werden in der Radebeuler Denkmaltopografie entweder explizit einem der beiden Brüder Hugo oder Alfred zugewiesen oder pauschal ihrer gemeinsamen Baufirma „Gebr. Große“, die aus der Übernahme des väterlichen Baugeschäfts von Moritz Große entstand.

#### Hugo Große
- 1867/1868: Villa Louise in Kötzschenbroda, Meißner Straße 289
- 1891–1895: Villa Edmund Friedrich Werner in Niederlößnitz, Hohe Straße 38 (Entwurf: Adolf Neumann)
- 1895: Mietvilla Heinrich-Zille-Straße 1 in Niederlößnitz (Entwurf Hugo Große zugewiesen)
- 1895: Mietvilla Hugo Große in Niederlößnitz, Thomas-Mann-Straße 4 (Wohnsitz von Hugo Große)
- 1896/1897: Villa Garke in Niederlößnitz, Thomas-Mann-Straße 6
- 1897–1899: Villa Moritzburger Straße 60 in Niederlößnitz
- 1898: Anbau an die Villa Spiro spero in Niederlößnitz, Hohe Straße 35
- 1898: Mietvilla Zillerstraße 23 in Niederlößnitz
- 1898/1899: Villa Amicitiae in Niederlößnitz, Moritzburger Straße 50
- 1898/1899: Villa Moritzburger Straße 52 in Niederlößnitz
- 1899: Villa Ehrgott Wagner in Niederlößnitz, Moritzburger Straße 59
- 1899/1900: Villa Moritzburger Straße 54 in Niederlößnitz
- 1899/1900: Mietshaus Dr.-Külz-Straße 21 in Niederlößnitz
- 1900/1901: Villa Makarenkostraße 5 in Niederlößnitz
- 1901: Rückwärtiger Dachausbau Villa Nordstraße 4 in Niederlößnitz
- 1903: Mietshaus Curt Pönitzsch in Wahnsdorf, Lößnitzgrundstraße 49 (Erstentwurf von Alfred Große verworfen)

#### Alfred Große
- 1870: Pferdestall Villa Meißner Straße 244 in Kötzschenbroda
- 1886–1888: Villa Eduard Adolf Böhland in Naundorf, Meißner Straße 317
- nach 1897: Anbau Villa Garke in Niederlößnitz, Thomas-Mann-Straße 6
- 1898: Erweiterung Wohn- und Gaststättengebäude Wilhelm Hermann Kühn in Kötzschenbroda-Oberort, Moritzburger Straße 91
- 1898/1899: Mietshaus Hugo Alfred Schöne in Kötzschenbroda, Hermann-Ilgen-Straße 3
- 1898/1899: Wohn- und Geschäftshaus Gustav Adolf Buschmeyer in Kötzschenbroda-Oberort, Moritzburger Straße 89
- 1899: Landhaus Marie Bödewig in Naundorf, Kottenleite 22
- 1900: Mietvilla Albin Leibelt in Kötzschenbroda-Oberort, Moritzburger Straße 57
- 1901: Mietvilla Gustav Paul Tronicke in Naundorf, Auf den Scherzen 3
- 1901: Volksschulgebäude Oberkötzschenbroda in Kötzschenbroda-Oberort, Neuländer Straße 34
- 1902: Neubau Wohnhaus Altkötzschenbroda 47 in Kötzschenbroda
- 1903: Verworfener Erstentwurf Mietshaus Curt Pönitzsch in Wahnsdorf, Lößnitzgrundstraße 49 (Zweitentwurf von Hugo Große realisiert)
- 1903: Wohn- und Geschäftshaus Karl-Marx-Straße 2 in Alt-Radebeul, Karl-Marx-Straße 2 (verworfener Erstentwurf: Adolf Neumann)
- 1903/1904: Mietshaus Karl August Schröter in Kötzschenbroda, Uferstraße 2a
- 1904: Pferdestall (Remisengebäude, heute Heinrich-Heine-Straße 11a) Villa Lina in Niederlößnitz, Horst-Viedt-Straße 3 (Entwurf: Adolf Neumann)

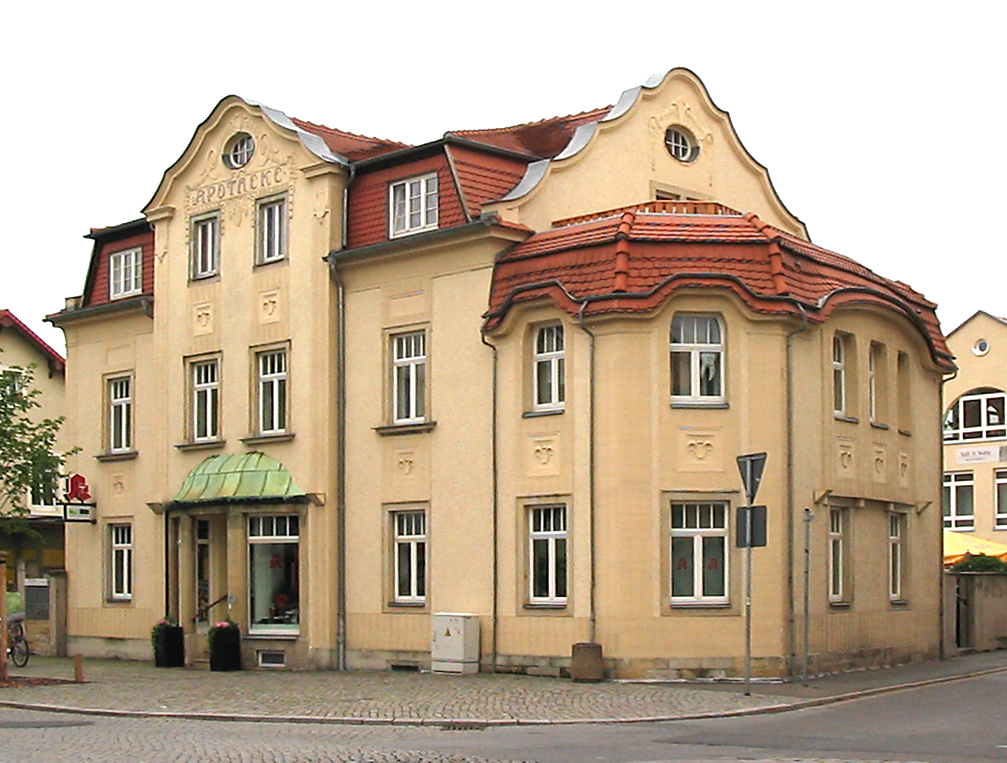
Apotheke zu Kötzschenbroda

Bismarckturm von der Nordseite, 1907

- 1904/1905: Seitlicher Anbau an die Apotheke zu Kötzschenbroda, Bahnhofstraße 19 (Entwurf Georg Heinsius von Mayenburg)
- 1905: Landhaus Heinrich-Zille-Straße 59 in Kötzschenbroda
- 1905: Ladenanbau Wohn- und Geschäftshaus Meißner Straße 268 in Kötzschenbroda
- 1906: Verandenanbau Villa Sanssoucie in Niederlößnitz, Borstraße 47
- 1906/1907: Teilleistungen Steinbachhaus in Serkowitz, Steinbachstraße 21 (Erd-, Maurer- und Zimmererarbeiten an Zwischenbau und Turnhalle)
- 1907: Umbau zum Laden: Stallgebäude des Dreiseithofs Altkötzschenbroda 45 in Kötzschenbroda
- 1907: Bismarckturm in Oberlößnitz, Spitzhausstraße
- 1907/1908: Villa Oskar Möbius nebst Nebengebäude in Niederlößnitz, Lindenaustraße 9 (Villenkolonie Altfriedstein)
- 1908/1909: Ersatzbau Scheune Dreiseithof Altkötzschenbroda 53 in Kötzschenbroda
- 1908/1909: Villa Güterhofstraße 9a in Kötzschenbroda
- 1910/1911: Landhaus Richard Nitzschke in Naundorf, Mittlere Bergstraße 12 (Entwurf: J. Arthur Bohlig)
- 1912: Dachausbau und Verandenvergrößerung Villa Brésil in Niederlößnitz, Blumenstraße 16
- 1912: Umbauten Wohnhaus Uferstraße 6 in Kötzschenbroda
- 1913: Treppenhausanbau Villa Heinrich Golles in Kötzschenbroda, Heinrich-Zille-Straße 55
- 1913: Landhaus Paul Günther in Oberlößnitz, Lößnitzgrundstraße 13
- 1914: Landhaus Edmund Kießling in Kötzschenbroda, Hohe Straße 4 (für Edmund Kießling)
- 1915: Realisierung Um- und Erweiterungsbau Haus Salem (Schwestern-Erholungsheim) der Diakonissenanstalt Dresden in Niederlößnitz, Winzerstraße 34 (Entwurf: Gebrüder Kießling)
- 1916–1918: Umstilisierung Villa Meißner Straße 292 in Kötzschenbroda
- 1919: Umbau Seitengebäude zu Wohnungen Dreiseithof Altzitzschewig 8 in Zitzschewig
- 1922/1923: Umbauten an der Villa Obere Bergstraße 1 in Niederlößnitz
- 1928/1929: Bau von Siedlungshäusern der Siedlung der Baugenossenschaft Kötzschenbroda (Heinrich-Zille-Straße 32)
- 1934: Dachausbau Villa Friedrich Wilhelm Schwenk in Kötzschenbroda, Meißner Straße 247
- 1934: Erweiterung Landhaus Beschke in Niederlößnitz, Meißner Straße 158 (Entwurf Patitz & Lötzsch)

#### Gebr. Große
- 1880: Entwurf Villa Ledenweg 21 in Niederlößnitz (Entwurf Gebr. Große zugewiesen)
- 1880: Aufstockung Nebengebäude Wohnhaus Uferstraße 8 in Kötzschenbroda (Gebr. Große zugewiesen)
- 1890: Linoleum-Haus Rau in Kötzschenbroda, Moritzburger Straße 4 (Gebr. Große zugewiesen, Wohnhaus F. A. Bernhard Große)
- 1892: Villa Spiro spero in Niederlößnitz, Hohe Straße 35
- 1895–1897: Realisierung Villa Carl Friedrich Otto Teichmann in Niederlößnitz, Obere Bergstraße 12 (Entwurf: Architekt Löser, Dresden)

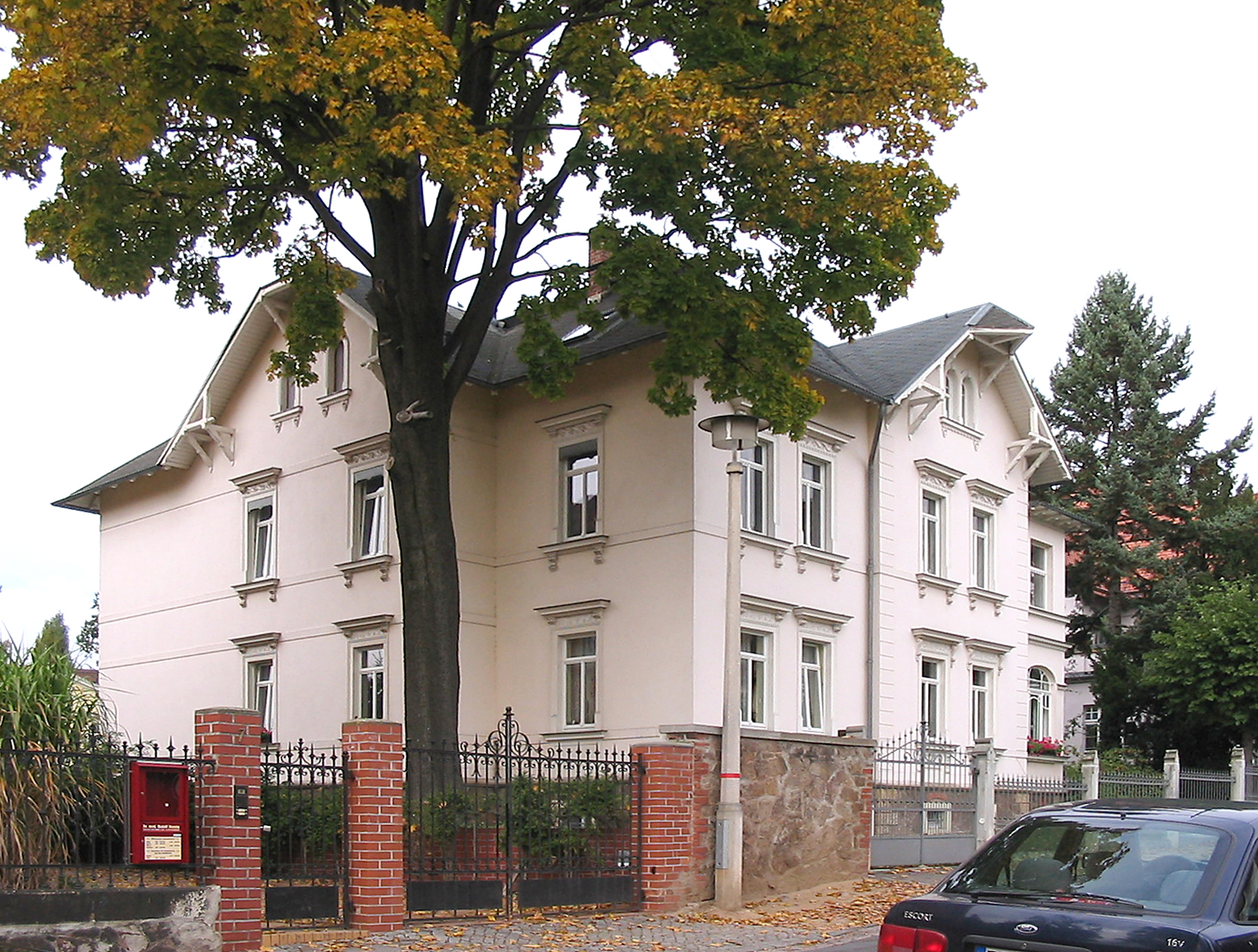
Mietvilla Rennerbergstraße 9

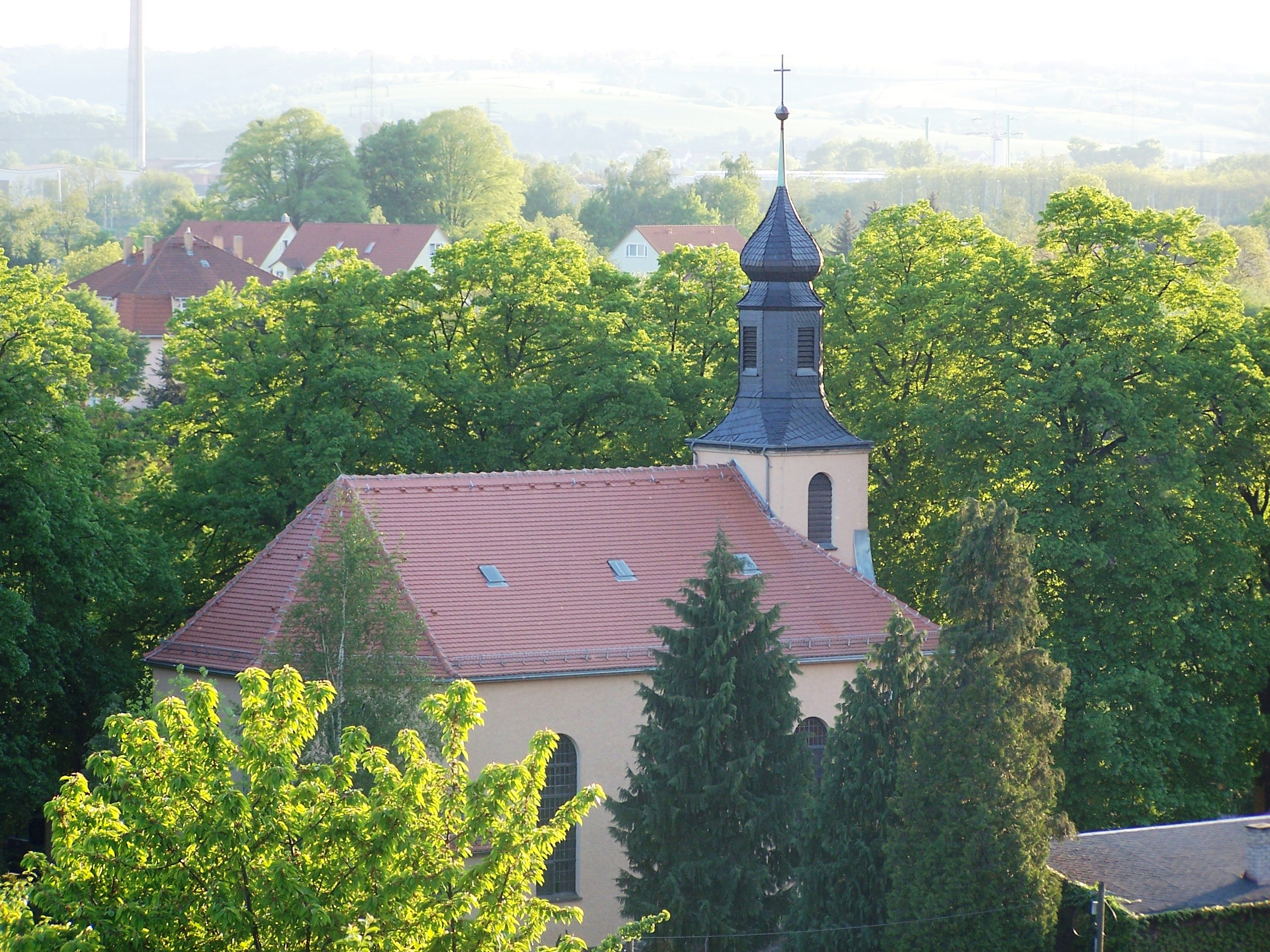
Johanneskapelle vom nördlichen Steilhang aus fotografiert

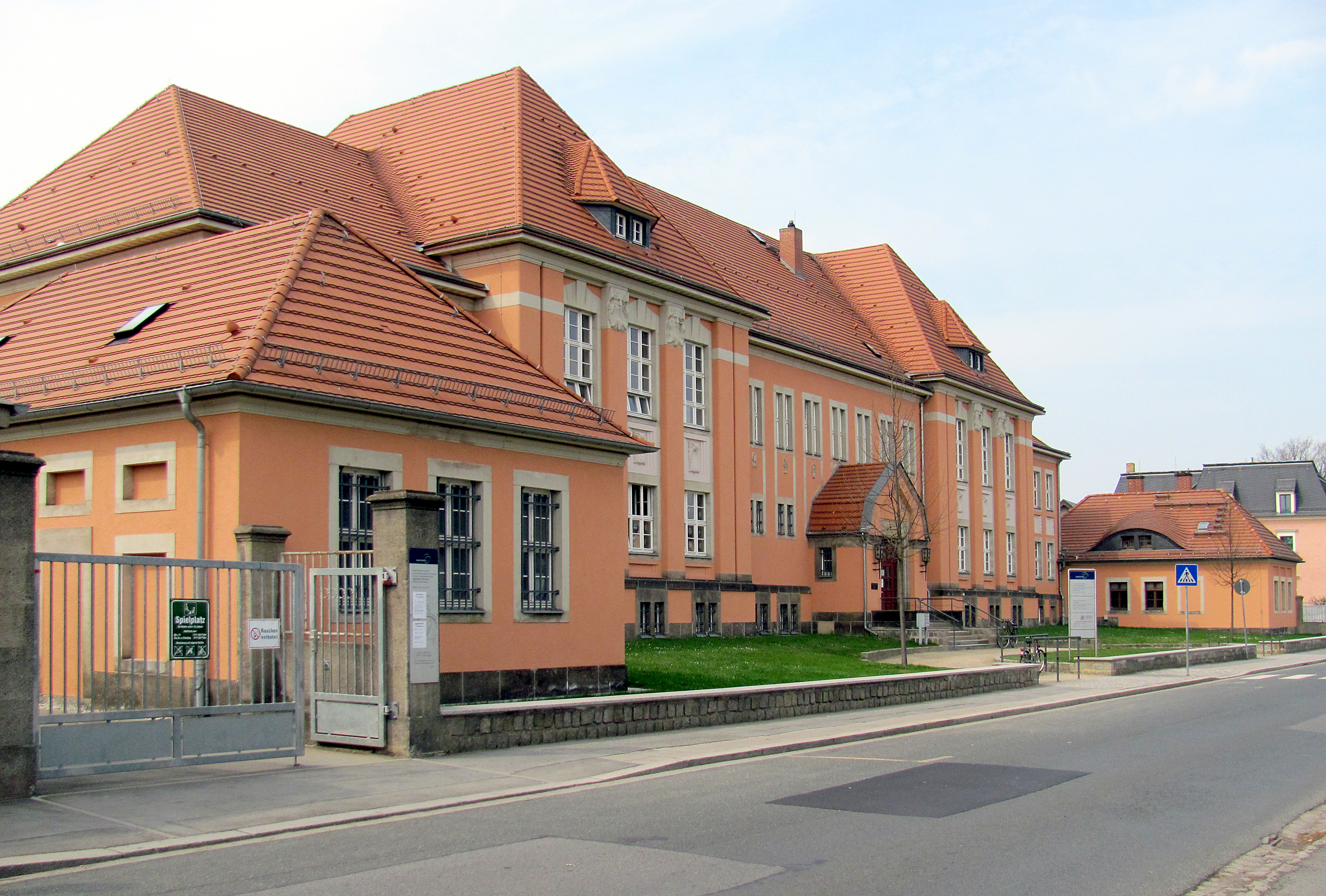
Amtsgerichtsgebäude in Kötzschenbroda, heute Schule

- 1896: Wohnhaus Julius Richard Lotter in Naundorf, Meißner Straße 333
- 1896/1897: Mietshaus Otto Kirsten in Kötzschenbroda, Uferstraße 17a
- 1896/1897: Entwurf Villa Gradsteg 44 in Niederlößnitz
- 1896/1897: Mietvilla Humboldtstraße 5 in Niederlößnitz
- 1896/1897: Mietvilla Humboldtstraße 7 in Niederlößnitz
- 1896/1897: Aufstockung Wohnhaus Uferstraße 8 in Kötzschenbroda
- 1896–1898: Entwurf Mietvilla Blumenstraße 19 in Niederlößnitz
- 1896–1901: Entwurf Villa Relly in Niederlößnitz, Blumenstraße 12
- 1897: Umbau Oberschänke in Kötzschenbroda, Altkötzschenbroda 39 (1869 durch Braumeister Julius Große erworben, bis 1965 in Familienbesitz)
- 1897: Villa Hohe Straße 33 in Kötzschenbroda
- 1897/1898: Teilrealisierung Villa Jägers Heim in Niederlößnitz, Borstraße 4
- 1897/1898: Wohn- und Geschäftshaus Heinrich Gustav Tschommler in Kötzschenbroda, Ledenweg 1
- 1897/1898: Mietvilla Robert-Koch-Straße 3 in Niederlößnitz
- 1898/1899: ehemaliges Rathaus Coswig, Hauptstraße 18/20 (Denkmal?)[6]
- 1899: Entwurf Villa Brésil in Niederlößnitz, Blumenstraße 16
- 1899/1900: Entwurf Mietvilla Winzerstraße 2 in Niederlößnitz (Gebr. Große zugewiesen)
- 1901: Mietvilla Carl August Böhmer in Niederlößnitz, Rennerbergstraße 7
- 1901: Mietvilla Rennerbergstraße 9 in Niederlößnitz (später Wohnsitz des Chemikers Walter König)
- 1902: Wiederaufbau Scheune Dreiseithof Altnaundorf 34 in Naundorf (nach Brandschaden)
- 1902/1903: zurückgezogener Erstentwurf Mietshaus Franz Hahn in Kötzschenbroda, Hermann-Ilgen-Straße 46 (Zweitentwurf: Gebrüder Kießling)
- 1903: Wiederaufbau Scheune und Teilwiederaufbau Wohnstallhaus Dreiseithof Altnaundorf 35 in Naundorf (nach Brandschaden)
- 1904: Bauleitung und Realisierung Grundschule Kötzschenbroda, Harmoniestraße 7 (Entwurf: Gebrüder Kießling)
- 1904: Umbauten Wohnhaus Uferstraße 6 in Kötzschenbroda
- 1905: Volksschule in Naundorf, heute Radebeul, Bertheltstraße 10 (Ausführung, Entwurf: Gebrüder Kießling)
- 1907/1908: Johanneskapelle Naundorf-Zitzschewig (Entwurf: Woldemar Kandler)
- 1908–1910: Amtsgericht Kötzschenbroda, Wilhelm-Eichler-Straße 13/13a